# فاتوما روبا
فاتوما روبا (امهری: ፋጡማ ሮባ؛ زادهٔ ۱۸ دسامبر ۱۹۷۳) دونده ماراتن زن اهل اتیوپی بود.
وی در مسابقات کشوری و بین‌المللی در مجموع برندهٔ ۱ مدال طلا شده‌است.